# نهائي كأس الكؤوس الأوروبية 1990
نهائي كأس الكؤوس الأوروبية 1990 هي المباراة النهائية من منافسة كأس الكؤوس الأوروبية 1989–90، أقيمت المباراة في 9 مايو 1990، في أوليفي، بين فريقي نادي سامبدوريا، ونادي رويال أندرلخت، وفاز فيها نادي سامبدوريا، بعد أن هزم نادي رويال أندرلخت، بنتيجة 2 - 0، وكان حكم المباراة برونو غالر، وحضر المباراة 20103 شخصاً.

## تفاصيل المباراة
لعبت المباراة النهائية في 9 مايو 1990.
| نادي سامبدوريا | 2 -0 | نادي رويال أندرلخت |
| -------------- | ---- | ------------------ |
|                |      |                    |